# Matinera de Puvel
La matinera de Puvel (Illadopsis puveli) és un ocell de la família dels pel·lorneids (Pellorneidae).

## Hàbitat i distribució
Habita el bosc obert i clars a les terres baixes del Senegal, Gàmbia, sud de Mali, Guinea Bissau, Guinea, Sierra Leone, Libèria, Costa d'Ivori, Ghana, sud de Nigèria, Camerun, nord-est de la República Democràtica del Congo i Sudan del Sud.